# Воррорра
Воррорра, или ворора (Maialnga, Ong Komi, Worora, Wororra, Worrara, Worrora, Wurara, Wurora, Yangibaia) — диалектный континуум, распространённый на западе Австралии. У языка воррорра есть диалекты винтяруми, воррорра, умиита, унгкарангу, унгкуми, явитипара. Письменность на латинской основе.
Диалект умиита (Aobidai of Ongkarango, O:ka: ta, O:kada, Okat, Oken, Okwata, Oomida, Umeda, Umede, Umida, Umidi, Wumide) распространён на зондах Оопагоома и Ямпи-Саунд, возле заливов Бигл, Коун, Стрикленд, Шоль островов Батёрст, Бэйлисс, Коолан, Маклий на западе Австралии. Письменности не имеет.
Диалект унгкарангу (Ongkarango, Oonggarrangoo, Ungarangi, Ungaranji, Unggarangi) распространён на восточных островах от островов Каффарелли и Хелпмен, на северо-востоке зонда Кинг, севернее залива Крэуфорд и восточнее залива Стоукс на западе Австралии. Письменности нет.
Диалект унгкуми (Ngarangari, Ong Komi, Ongaranjan, Ungami, Ungumi, Wongkomi) распространён около рек Исделл, Леннард, Риченда, Робинзон, в зоне Леопольд, возле ручья Честнут на западе Австралии. Письменности нет.
Диалект явитипая (Bergalgu, Jadjiba, Jadjibaia, Jaudjibaia, Jaudjibara, Jaudji-Bara, Jawadjag, Jawdjibaia, Jawdjibara, Jawdjobara, Jawutjubar, Winjawindjagu, Yaudjibaia, Yaudjibara, Yaujibaia, Yawjibara, Yawjibarra) распространён на островах Монтгомери и Тявутяп, около залива Коллир на западе Австралии. Бесписьменный.